# Ronda del pirata

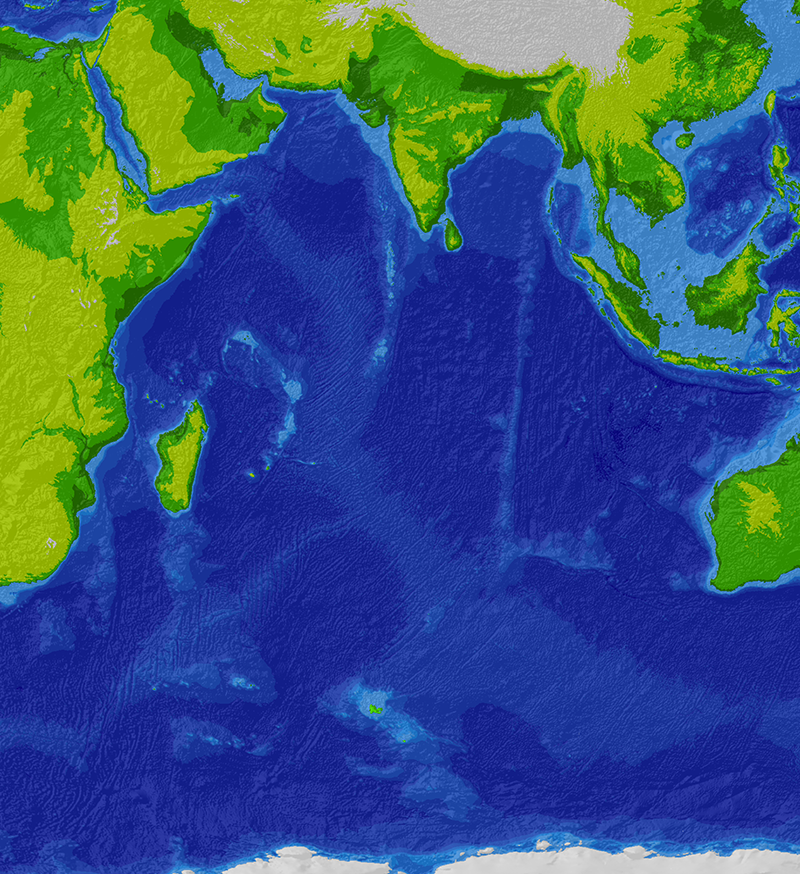
El océano Índico, donde se desarrolla la actuación de los piratas de la ronda.

La ronda del pirata era una ruta marítima seguida por algunos piratas anglo-americanos principalmente durante el siglo XVII. Su trayectoria llevaba desde el Atlántico occidental, a lo largo de la punta sur de África hasta Madagascar, Yemen y la India. Fue usada brevemente también en la década de 1720. A los piratas que seguían la ruta se les llamaba ronderos. La ronda del pirata coincidía principalmente con las rutas de los navíos de la Compañía Británica de las Indias Orientales.

## Origen

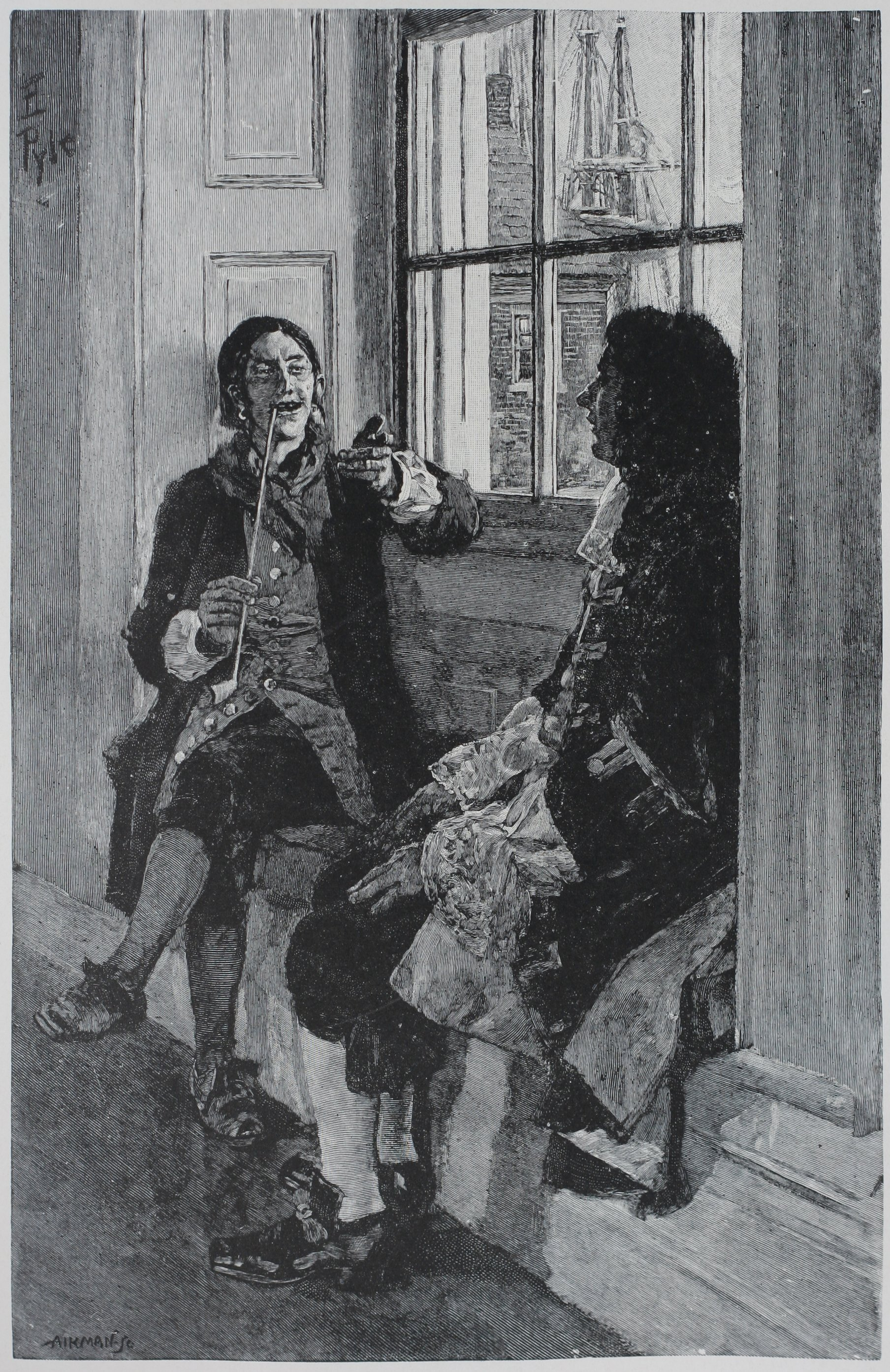
La conversación de los piratas, de Howard Pyle.

La ronda del pirata fue inaugurada a finales del siglo XVII por Thomas Tew, un corsario inglés al que su afán de riqueza lo llevó a asaltar el afamado barco del Gran Mogol (el soberano hindú), embarcación cuyo cargamento era el Dorado de todos los piratas: turquesas y esmeraldas en bruto, especias como el clavo y la pimienta, telas y sedas de variopintas procedencias y licores jamás vistos en Europa y las Américas, además de aves y pequeños mamíferos exóticos de los cuales se contaban prodigios.
Este itinerario, al que todos comenzaron a llamar la Ronda del pirata, comprendía la totalidad de la travesía que se solía iniciar en los transitados puertos de América del Norte, o bien, en los abarrotados embarcaderos de Gran Bretaña, hasta la llegada de los diversos fletes al mar Rojo, donde se suponía que tendrían que cazar a sus descomunales, pero indefensas, presas: los grandes galeones árabes e indios.

## Auge
El auge de esta travesía se sitúa en el año 1706, cuando las malas cosechas producidas por los tabaqueros y cafetaleros del norte de América inducen a esta clase de personas a buscar un medio económico adicional para poder salir de aquel gigante agujero financiero. De este modo, salen a la mar numerosos navíos, generalmente embarcaciones de pequeño tamaño, que procuran las ansiadas riquezas indias. 

Posible bandera de Thomas Tew.

## Decadencia
Previamente, toda esta gente se veía en la obligación de obtener una patente de corso, que le daba el poder necesario para convertirse en unos corsarios legales. Esta serie de permisos eran proporcionados, generalmente, por gobernadores de las diferentes áreas del país, los cuales vieron llenarse vertiginosamente sus arcas como consecuencia de los sobornos que los demandantes les ofrecían a cambio de la patente. Aun así, un gran número de individuos se hizo a la mar sin dicho permiso, creando una inestabilidad de tan grandes proporciones, que supuso el final de la productiva travesía. 
No sólo este suceso provocó la caída de la Ronda del pirata, sino que la intervención monárquica inglesa en el mar Rojo y la mejora naval de los buques árabes también influyeron notablemente en ello.
Se puede estimar el final de la Ronda allá por el año 1715 o 1720.